# Hironori Saruta
Hironori Saruta (japanisch 猿田 浩得 Saruta Hironori; * 28. Oktober 1982 in der Präfektur Hiroshima) ist ein ehemaliger japanischer Fußballspieler.

## Karriere
Saruta erlernte das Fußballspielen in der Universitätsmannschaft der Takushoku-Universität. Seinen ersten Vertrag unterschrieb er 2005 bei Ehime FC. Der Verein spielte in der dritthöchsten Liga des Landes, der Japan Football League. 2005 wurde er mit dem Verein Meister der Japan Football League und stieg in die J2 League auf. 2007 wechselte er zum Drittligisten YKK AP. 2008 wechselte er nach Singapur. Hier schloss er sich dem in der ersten Liga, der S. League, spielenden Balestier Khalsa an. Nach 15 Erstligaspielen wechselte er 2009 nach Thailand. Hier unterschrieb er einen Vertrag beim Sriracha FC. Der Verein spielte in der ersten Liga, der Thai Premier League. Ende der Saison musste Sriracha den Weg in die Zweitklassigkeit antreten. 2010 nahm ihn der Erstligist Bangkok Glass unter Vertrag. 2013 stand er mit BG im Finale des FA Cup. Im Endspiel verlor man 3:1 gegen Buriram United. 2010 wechselte er für zwei Jahre zum Ligakonkurrenten Port FC. Für Port absolvierte er 62 Erstligaspiele. Der ebenfalls in der ersten Liga spielende Chiangrai United aus Chiangrai nahm ihn 2016 unter Vertrag. Das letzte Jahr seiner Laufbahn spielte er beim Drittligisten Udon Thani FC. Mit dem Verein aus Udon Thani wurde er Ende 2017 Vizemeister der Thai League 3 in der Upper Region und stieg somit in die zweite Liga auf.
Am 1. Dezember 2017 beendete Hironori Saruta seine Karriere als Fußballspieler.

## Erfolge
Bangkok Glass
- FA Cup: 2013 (Finalist)

Udon Thani FC
- Thai League 3 – Upper Region: 2017 (Vizemeister)  ▲